# Ilha Prion

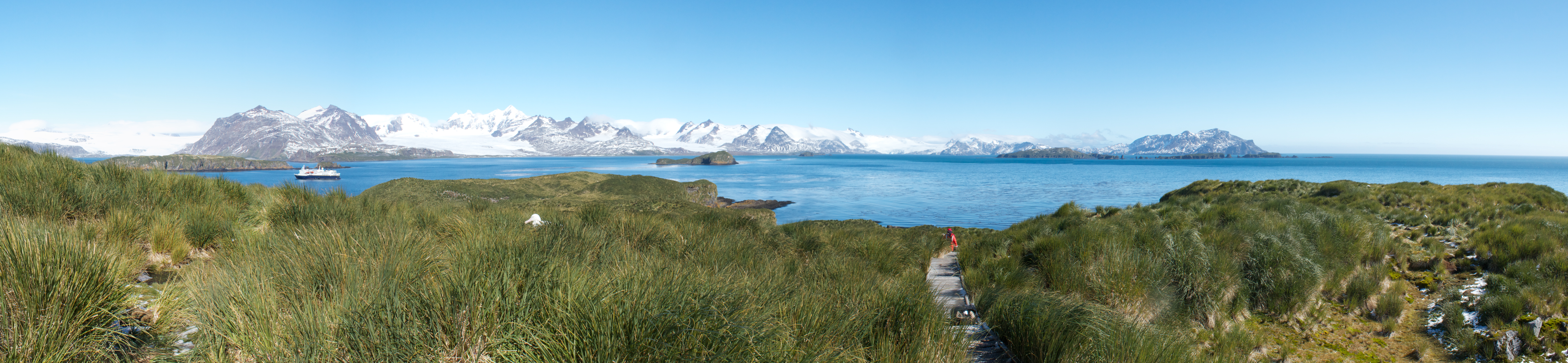
Foto panorâmica da ilha

A Ilha Prion  é uma ilha a 12,4 km a norte-nordeste do Cabo Luck, situada na Baía das Ilhas, Geórgia do Sul. Mapeada em 1912–13 por Robert Cushman Murphy, naturalista americano a bordo do brigue Daisy, e assim a chamou porque observou petréis do gênero Prion na ilha.
A área incluindo a Baía das Ilhas junto a Grytviken é uma das duas ASTI na ilha. Assim como na Ilha Albatroz, existem vários regulamentos que — permissões são requisitadas para aterrissar ali; apenas um barco pode atracar por dia; não mais do que 65 pessoas são permitidas na ilhas, mas em grupos de 12 ou menos com um líder; e estadias de mais de quatro horas não são permitidas. Visitantes não devem se aproximar a 10 m de um albatroz, ou 25 m quando as aves estão se cortejando. Há uma área de pouso permitida na Ilha Prion.